# Villa „Unser Heim“
Die Villa „Unser Heim“ (1915 unter der alten Adresse Paradiesstraße 6: Villa Jenny) liegt im Stadtteil Niederlößnitz des sächsischen Radebeul, in der Paradiesstraße 22.

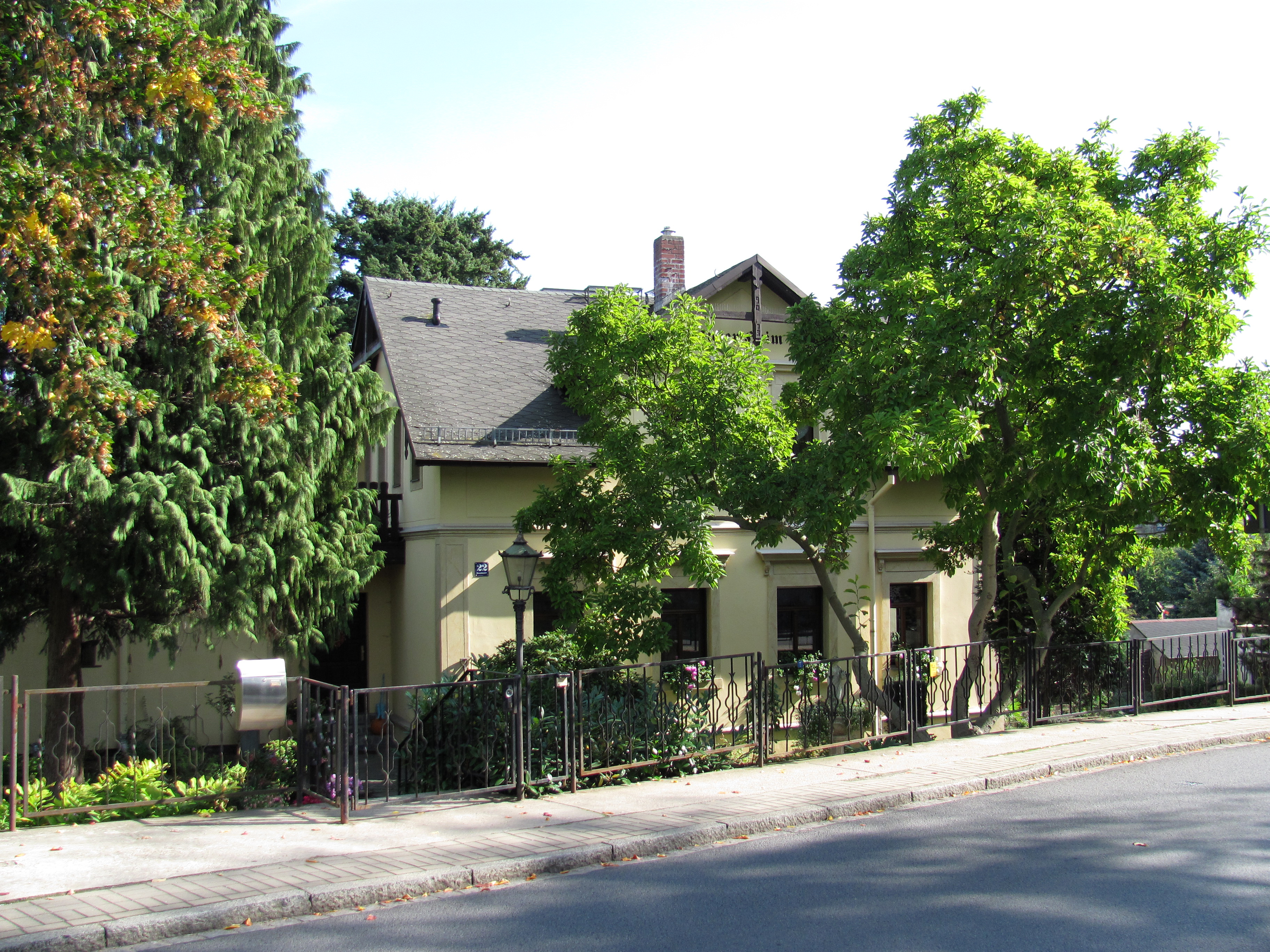
Villa „Unser Heim“

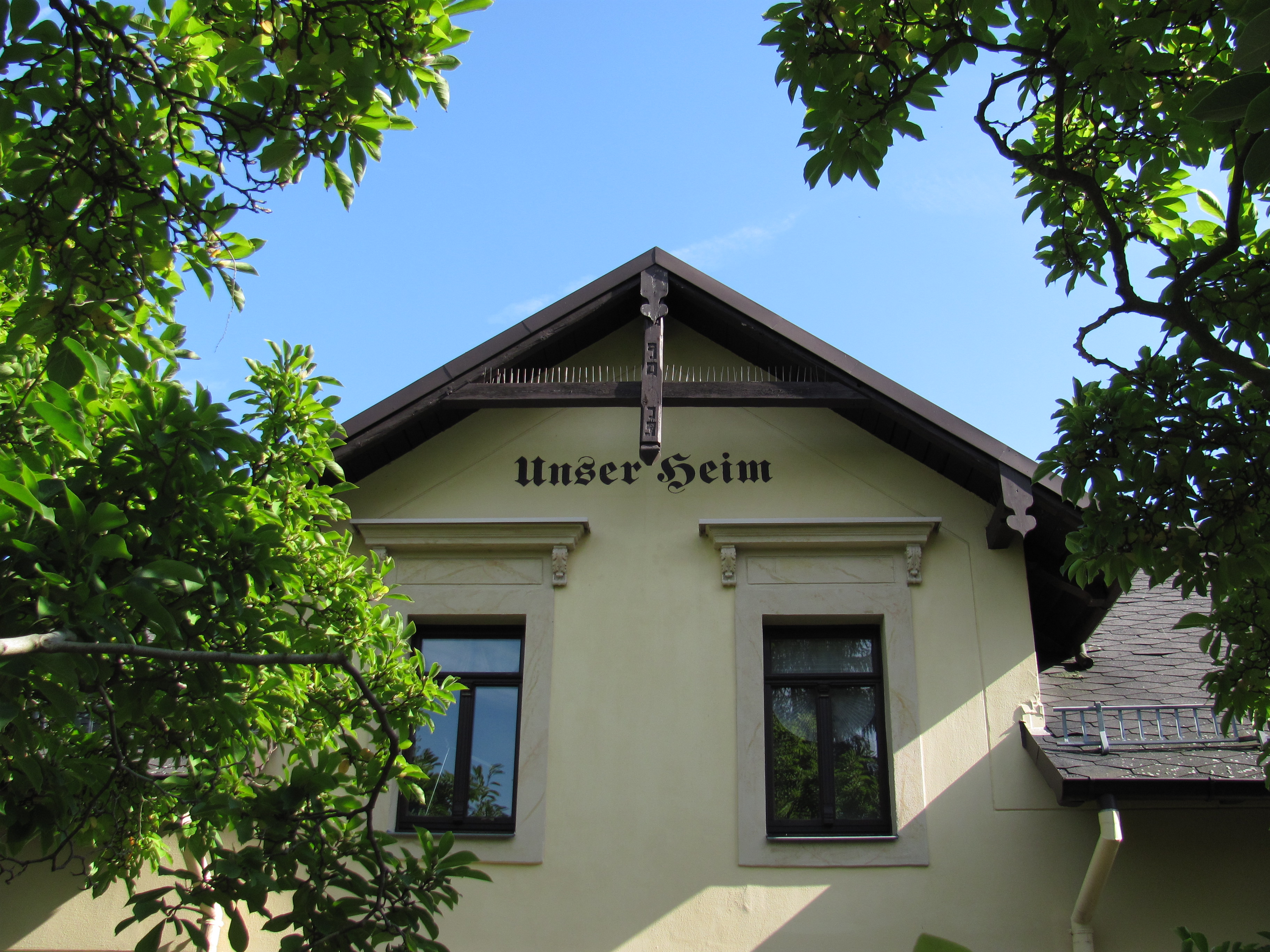
Häusername „Unser Heim“

## Beschreibung
Der Oberlößnitzer Zimmermann Ernst Grafe ließ sich 1878 durch die Gebrüder Ziller eine landhausartige Villa im Schweizerstil entwerfen, die von diesen 1879 errichtet wurde.
Die unter Denkmalschutz stehende Villa, seit 1979 ein Denkmal der Architektur, liegt am Hang zum Lößnitzbach, der direkt hinter dem Haus verläuft. Zur Straßenseite stellt sich das traufständige Gebäude als eingeschossig mit Kniestock dar, auf der Bachseite hat es noch ein hohes Souterraingeschoss. Obenauf befindet sich ein flaches, ehemals schiefergedecktes, Satteldach.
In der Straßenansicht steht ein zweigeschossiger Mittelrisalit mit Sparrengiebel; auf diesem findet sich der Häusername „Unser Heim“. In der linken Seitenansicht befindet sich der Eingang. Der Putzbau wird durch Lisenen sowie durch Gesimse gegliedert, über den Fenstern befinden sich gerade Verdachungen auf Konsolen.
1937 entwarf der Architekt Otto Rometsch eine „Kraftwagenhalle“ für das Anwesen.
Hinter dem Haus befindet sich ein späterer, dreigeschossiger Anbau.